# Витковский, Михал
Михал Витковский (пол. Michał Witkowski, 17 января 1975, Вроцлав) — польский писатель, полонист.

## Биография
Окончил Вроцлавский университет, полонист. Является открытым геем, из-за чего гомосексуальные темы часто поднимаются в его творчестве.
Дебютировал в литературе в 1997 году сборником «Возмущённые встают из-за столов» (пол. Zgorszeni wstają od stołów), включавшим несколько рассказов, стихотворение и небольшую пьесу и отчасти предвосхищавшим зрелые сочинения такими чертами как насмешливое и одновременно сострадательное отношение к персонажам, «чрезмерностью» некоторых характеров, исследованием подавляемых социальной нормой человеческих инстинктов, — тем не менее, сам Вишневский считает своей первой настоящей книгой вышедший в 2001 году сборник рассказов Copyright.
Настоящим прорывом для Вишневского стала его третья книга «Любиево» (пол. Lubiewo), первая часть которой появилась в 2002 году в специальном выпуске журнала Ha!art, посвящённом геевской и лесбийской литературе, а полностью текст бы опубликован одноимённым издательством в 2005 году. За пять лет общий тираж книги достиг 140 тысяч экземпляров, при этом в каждое из пяти переизданий автор вносил множество поправок. Описанная в повести Вишневского жизнь польских геев за несколько десятилетий стала сенсацией для польской культуры, открыла дорогу этой теме в творчестве более младших авторов и способствовала интересу к некоторым его предшественникам; позднейшие социокультурные исследования подтвердили высокую степень правдоподобия в описаниях и исторических ретроспективах Витковского.

## Основные публикации
- Zgorszeni wstają od stołów (Wrocław: OKiS, 1997), ISBN 83-87104-16-7
- Copyright (Kraków: Zielona Sowa, 2001), ISBN 83-7220-247-8
- Lubiewo (Kraków: Korporacja Ha!art, 2005), ISBN 83-89911-04-3
- Fototapeta (Warszawa: W.A.B., 2006), ISBN 83-7414-159-X
- Barbara Radziwiłłówna z Jaworzna-Szczakowej (Warszawa: W.A.B., 2007), ISBN 978-83-7414-372-1
- Margot (Warszawa: Świat Książki, 2009), ISBN 978-83-247-1745-3
- Drwal (Warszawa: Świat Książki, 2011), ISBN 978-83-7799-483-2
- Lubiewo bez cenzury  (Warszawa: Świat Książki, 2012), ISBN 978-83-7799-860-1
- Zbrodniarz i dziewczyna (Warszawa: Świat Książki, 2014), ISBN 978-83-7943-284-4
- Fynf und cfancyś (Kraków: Znak,  2015), ISBN 978-83-240-2742-2

## Публикации на русском языке
- Любиево / Пер. Ю.Чайникова. М.: Новое литературное обозрение, 2007 (Современное европейское письмо)
- Марго / Пер. Ю.Чайникова. СПб.: Издательство Ивана Лимбаха, 2010
- Б. Р. (Барбара Радзивилл из Явожно-Щаковой) / Пер. Ю.Чайникова. М.: Новое литературное обозрение, 2011 (Современное европейское письмо)

## Признание
Номинант крупнейших литературных премий Польши:  В 2005, 2006 и 2007 - Паспорта Политики (в 2007 - лауреат этой премии), 2006, 2007 и 2012 Литературной премии Нике, в 2006 за Любиево вошёл в число семи финалистов премии Нике. 
Кроме этого за Любиево в 2006 получил Литературную премию Гдыня в категории проза, в 2012 оказался среди финалистов Литературной премии Средней Европы Ангелус. Английский перевод Любиево вошел в длинный список Премии «Индепендент» за переводную прозу 2011.
Книги переведены на большинство европейских языков, а также на иврит.
Роман «Любиево» стал первым романом современной польской литературы, посвящённым теме гомосексуальности. Коммерческий успех романа способствовал интересу издательств к публикации других произведений различных авторов, затрагивающих ЛГБТ-тематику.